# Trevor Smith (hockey sur gazon)
Pour les articles homonymes, voir Trevor Smith (homonymie) et Smith.
Trevor Smith (né le 15 avril 1949) est un joueur de hockey sur gazon australien. Il participe aux Jeux olympiques d'été de 1976 et aux Jeux olympiques d'été de 1984. En 1976, il remporte la médaille d'argent de la compétition.

## Palmarès

### Jeux olympiques
- Jeux olympiques de 1976 à Montréal,  Canada
  -  Médaille d'argent.